# Donacoscaptes punctilineella
Donacoscaptes punctilineella là một loài bướm đêm trong họ Crambidae.